# Achrioptera gracilis
Achrioptera gracilis är en insektsart som beskrevs av Frank H.Hennemann och Oskar V.Conle 2004. Achrioptera gracilis ingår i släktet Achrioptera och familjen Phasmatidae. Inga underarter finns listade i Catalogue of Life.